# Oswaldo Novoa
Oswaldo Novoa (* 2. Februar 1982 in Guadalajara, Jalisco, Mexiko) ist ein mexikanischer Boxer im Strohgewicht. 

## Profikarriere
Im Jahre 2010 begann er seine Profikarriere. Am 5. Februar 2014 boxte er gegen Chao Zhong Xiong um den Weltmeistertitel des Verbandes WBC und gewann durch K. o. Diesen Gürtel verlor er allerdings bereits in seiner zweiten Titelverteidigung im November desselben Jahres an Wanheng Menayothin.